# فرانسوا دو کلوسی
فرانسوا دو کلوسی (انگلیسی: Françoise de Clossey; ۱۲ اکتبر ۱۹۷۴) موسیقی‌دان و نوازنده پیانو اهل کانادا است.